# Jovanny Bolívar
Jovanny David Bolívar Alvarado (ur. 16 grudnia 2001 w Acarigui) – wenezuelski piłkarz występujący na pozycji napastnika, od 2023 roku zawodnik hiszpańskiej Hueski.